# Bangor (Irlanda de Nord)
Bangor este un oraș din comitatul Down, Irlanda de Nord.

## Personalități
- Ioana Petcu-Colan (n. 1978), violonistă